# جوردی گنزالو
جوردی گنزالو (انگلیسی: Jordi Gonzalvo؛ زادهٔ ۱۳ ژوئن ۱۹۴۷) بازیکن فوتبال اهل اسپانیا است.